# Кенийско-южносуданские отношения
Кенийско-южносуданские отношения — двусторонние дипломатические отношения между Кенией и Южным Суданом. Протяжённость государственной границы между странами составляет 317 км.

## История
По некоторым сведениям Кения поддерживала бойцов за независимость Южного Судана. В 2002 году в Кении был подписан Мачакосский протокол, ознаменовавший прекращение огня между Суданом и Южным Суданом. Подписание этого протокола привело к созданию автономного региона Южный Судан, а затем и к независимости Южного Судана в 2011 году. Во время войны за независимость лидеры Южного Судана находили убежище от преследования в Кении. На пике второй гражданской войны в Судане Кения приняла около 100 000 беженцев.
После обретения независимости, Южный Судан и Кения подписали соглашения о сотрудничестве в разных областях, главной целью которых являлось оказание помощи Южному Судану в создании институтов власти. В частности, министерство иностранных дел Кении обучало должностных лиц Южного Судана по дипломатическим и другим смежным вопросам. Поддержка Кенией Южного Судана включала в себя решение вопросов, связанных с обеспечением безопасности и восстановлением инфраструктуры.
Страны являются членами Восточноафриканского сообщества (ВАС) и Межправительственного органа по вопросам развития (МОВР).

## Государственные визиты
В середине 2019 года президент Южного Судана Сальваторе Киир посетил Кению, где провёл переговоры с президентом Кении Ухуру Кениатой. Стороны обсудили вопросы установления мира и стабильности в Южном Судане. Президент Кении Ухуру Кениата также совершил несколько государственных визитов в Южный Судан.

## Торговля
В 2005 году экспорт Кении в Южный Судан составил сумму 57,6 млн. долларов США и увеличился до 144,5 млн долларов США в 2008 году. В 2009 году объём товарооборота между странами снизился до 137,5 млн долларов США, а в 2010 году достиг рекордного уровня в 207,3 млн долларов США. Южный Судан экспортирует в Кению только древесину, поставив её в Кению на сумму 0,0068 млн долларов США в 2005 году.

### Прямые иностранные инвестиции
Многие кенийские фирмы открыли филиалы в Южном Судане. Некоторые из этих фирм вовлечены в финансовый сектор, в частности, Кенийский коммерческий банк Южного Судана, который контролирует 50 % доли рынка. Кенийский коммерческий банк имеет 21 филиал в Южном Судане и является крупнейшим на рынке финансовых услуг в Южном Судане. Другими кенийскими банками, действующими в Южном Судане, являются Equity Bank и Cooperative Bank.

### Инфраструктура
Правительства Кении и Южного Судана совместно работают над созданием инфраструктурных связей между странами. В планах создание дорожное сообщение между Китале и Джубой. В будущем страны должны быть соединены по железной дороге в рамках программы LAPSSET. Ламу и Джуба будут соединены дорогой в рамках поставки в кенийские порты для нефтепроводов. Трубопровод будет проходить от Ламу (Кения) до месторождений Южного Судана. Реализация проекта LAPSSET предоставит Южному Судану ещё один доступ к мировым рынкам.

## Гражданская война в Южном Судане
Кения через МОВР и другие региональные межправительственные органы власти участвовала в разрешении последствий гражданской войны в Южном Судане, которая началась 15 декабря 2013 года. Правительство Кении пыталось убедить обе стороны подписать соглашение о прекращении огня. Кения и Южный Судан являются членами МОВР, межправительственной организации, изначально отвечающей за экономическое развитие и другие области регионального сотрудничества. Южный Судан присоединился к МОВР в 2011 году.

## Дипломатические представительства
- Кения имеет посольство в Джубе[10].
- У Южного Судана имеется посольство в Найроби[11].